# 앙헬레스 신 파라이소
《앙헬레스 신 파라이소》(스페인어: Ángeles sin paraíso)은 1992년 방영된 멕시코의 텔레노벨라이다.